# Geminigeraceae

Schematische Darstellung eines komplexen Chloroplasten mit vier Membranen und einem Nucleomorph. Siehe auch Hoef-Emden: Cryptophyte Morphology.

Die Geminigeraceae sind eine Familie einzelliger Algen aus der Gruppe der Cryptophyceen, zu der (mit Stand 1999) die fünf Gattungen Geminigera, Guillardia, Hanusia, Proteomonas und Teleaulax gehören.
Sie zeichnen sich durch komplexe Chloroplasten aus, die das rote Pigment Cr-Phycoerythrin 545 enthalten.
Die innere Periplastenkomponente (englisch inner periplast component, IPC) umfasst ein Blatt und im diplomorphen Fall mehrere Platten.
Im Raum zwischen der äußeren Doppelmembran (Epi- und Periplastid-Membran) und der inneren Doppelmembran (um den eigentlichen Chloroplasten mit den Thylakoiden) befindet sich ein Nucleomorph, der sich nie im Pyrenoid befindet, es gibt auch keine skalariforme (leiterförmige) Furche (en. scalariform furrow).
Die Zellen haben jedoch einen langen, gekielten Rhizostyl (Geißelwurzel, en. keeled rhizostyle) mit Lamellen (Flügeln).

## Arten
Der Umfang der Familie Geminigeraceae B.L.Clay, P.Kugrens & R.E.Lee 1999 ist noch stark in der Diskussion (Stand Dezember 2021). Die hier angegebene Liste folgt im Wesentlichen der AlgaeBase, dem World Register of Marine Species (WoRMS) und dem NCBI (NCBI), die Gliederung in die einzelnen Kladen folgt dem Tree of Life Web Project (TOL) und Laza-Martínez (2012):
- Guillardia/Hanusia-Komplex

- Gattung Guillardia D.R.A.Hill & R.Wetherbee, 1990
- Gattung Hanusia J.A.Deane, D.R.A.Hill, S.J.Brett & G.I.McFadden, 1998

- Teleaulax/Plagioselmis/Geminigera-Komplex[9]

- Gattung Geminigera D.R.A.Hill, 1991
- Gattung Plagioselmis Butcher ex G.Novarino, I.A.N.Lucas & S.Morrall, 1994
- Teleaulax D.R.A.Hill, 1991

- Gattung Proteomonas

- Proteomonas D.R.A.Hill & R.Wetherbee, 1986

- bei WoRMS und nach Laza-Martínez (2012) basal in der Familie[8] (ohne Zuordnung bei TOL):

- Gattung Urgorri Laza-Martínez, 2012 mit Spezies Urgorri complanatus Laza-Martinez 2012Laza-Martínez, 2012
- Spezies „Geminigeraceae sp. RCC816“ (Vorschlag mit vorläufiger Bezeichnung, NCBU, R.F.Stern, A.-L.Amorim & E.Bresnan, 28. Februar 2014)

Laza-Martínez (2012) bestätigt die beiden hier angegebenen Kladen („Komplexe“), sieht aber auch andere Vertreter der Cryptophyceen (wie Chroomonas, Falcomonas, Komma) in der durch die basale Gattung Urgorri  definierten Familie. Zudem wird erscheint dort innerhalb des Teleaulax/Plagioselmis/Geminigera-Komplexes die Zuordnung einzelner Arten (Spezies) zu den Gattungen fraglich.